# Валентин Железов
Валентин Железов е български футболен съдия. Към февруари 2021 година е част от ранглистата на БФС на реферите в елитния български футбол.
Роден е и израства в Карнобат. Работи като надзирател в Бургаския затвор.